# 吉田騎士
吉田 騎士（よしだ ないと、2007年6月18日 - ）は、日本の子役。テアトルアカデミー所属。
身長174cm。特技は野球、テニス。

## 出演作品

### テレビドラマ
- 連続テレビ小説 / 梅ちゃん先生 第155話、第156話（2012年、NHK）
- ラストホープ 第5話（2013年、フジテレビ） - 斉藤健 （幼少期）
- ぱじ〜ジイジと孫娘の愛情物語〜（2013年、テレビ東京） - 園児
- ドラマNEO / 放課後グルーヴ 第2・4・5話（2013年、TBS） - 北野伸吾
- 白衣のなみだ 第三部 第46話（2013年、東海テレビ）
- 仮面ライダーシリーズ（テレビ朝日）
  - 仮面ライダー鎧武/ガイム 第1話（2013年）
  - 仮面ライダーゴースト 第32話（2016年） - シブヤ（幼少期）
- 土曜ワイド劇場 / 検事・朝日奈耀子 第14作（2013年、テレビ朝日） - 戸川進次（幼少期）
- 金曜ドラマ / 家族の裏事情 第1話（2013年、フジテレビ）
- 相棒12 第7話（2013年、テレビ朝日） - 佐野陽一の息子
- 木曜劇場（2014年、フジテレビ）
  - 医龍-Team Medical Dragon- 第4期 - 森本俊介（幼少期）
  - 続・最後から二番目の恋 - ケンちゃん
- 烈車戦隊トッキュウジャー 第16駅（2014年、テレビ朝日） - カケル
- 木曜ドラマ劇場 / 同窓生〜人は、三度、恋をする〜（2014年、TBS） - 鎌倉弘二
- 中京テレビスペシャルドラマ「マザーズ」（2014年、中京テレビ） - 健太（幼少期）
- HEAT 第2話・第5話（2015年、フジテレビ）
- 恋の時価総額 第7話（2015年、BSスカパー!）
- 山本周五郎人情時代劇 第7話（2016年、BSジャパン）
- フラジャイル 第5話（2016年、フジテレビ）
- 模倣犯（2016年、テレビ東京） - 栗橋浩美（幼少期）
- ドラマスペシャル 湊かなえサスペンス 望郷（2016年、テレビ東京） - 黒崎ヒロタカ（幼少期）
- この世にたやすい仕事はない 第7話・第8話（2017年、NHK BSプレミアム）
- ドラマ24 / オー・マイ・ジャンプ! 〜少年ジャンプが地球を救う〜 第10話（2018年、テレビ東京） - 月山浩史（幼少期）
- 土曜ドラマ / 祈りのカルテ 研修医の謎解き診察記録 第2話（2022年、日本テレビ） - 高校生

### テレビ番組
- してみるテレビ!教訓のススメ（フジテレビ）
- 痛快TV スカッとジャパン 第77回（2017年、フジテレビ）

### 映画
- ヒロイン失格（2017年、ワーナー・ブラザーズ映画） - 男児

### 舞台
- サマーミュージカル「WITH」（2021年）
- 逃走中THE STAGE - 主演・山川優斗（2022年）

### CM
- 小田急ロマンスカー 「2016年夏」 - 息子
- ケーヨーデイツー 「楽しいレジャー篇」
- NTTドコモ 「ドコッチ〜イマドコサーチ篇」
- ハウス食品 「カレー〜井戸ポンプ篇」 - 兄
- すき家 「すきすきセット」 - 兄

### VP
- ベネッセコーポレーション
  - こどもちゃれんじ
  - こどもちゃれんじ じゃんぷ

### スチール
- ベネッセコーポレーション 「こどもちゃれんじじゃんぷ通信 創刊号」
- ブックオフ 川崎店用POP

### 吹き替え
- クエスト・オブ・キング 魔法使いと4人の騎士（2019年、Netflix） - アレックス・エリオット